# Tömpe István
Tömpe István (Budapest, 1909. január 2. – Budapest, 1988. december 15.) magyar kommunista politikus, vármegyei alispán, többszörös miniszterhelyettes, a Magyar Televízió elnöke.

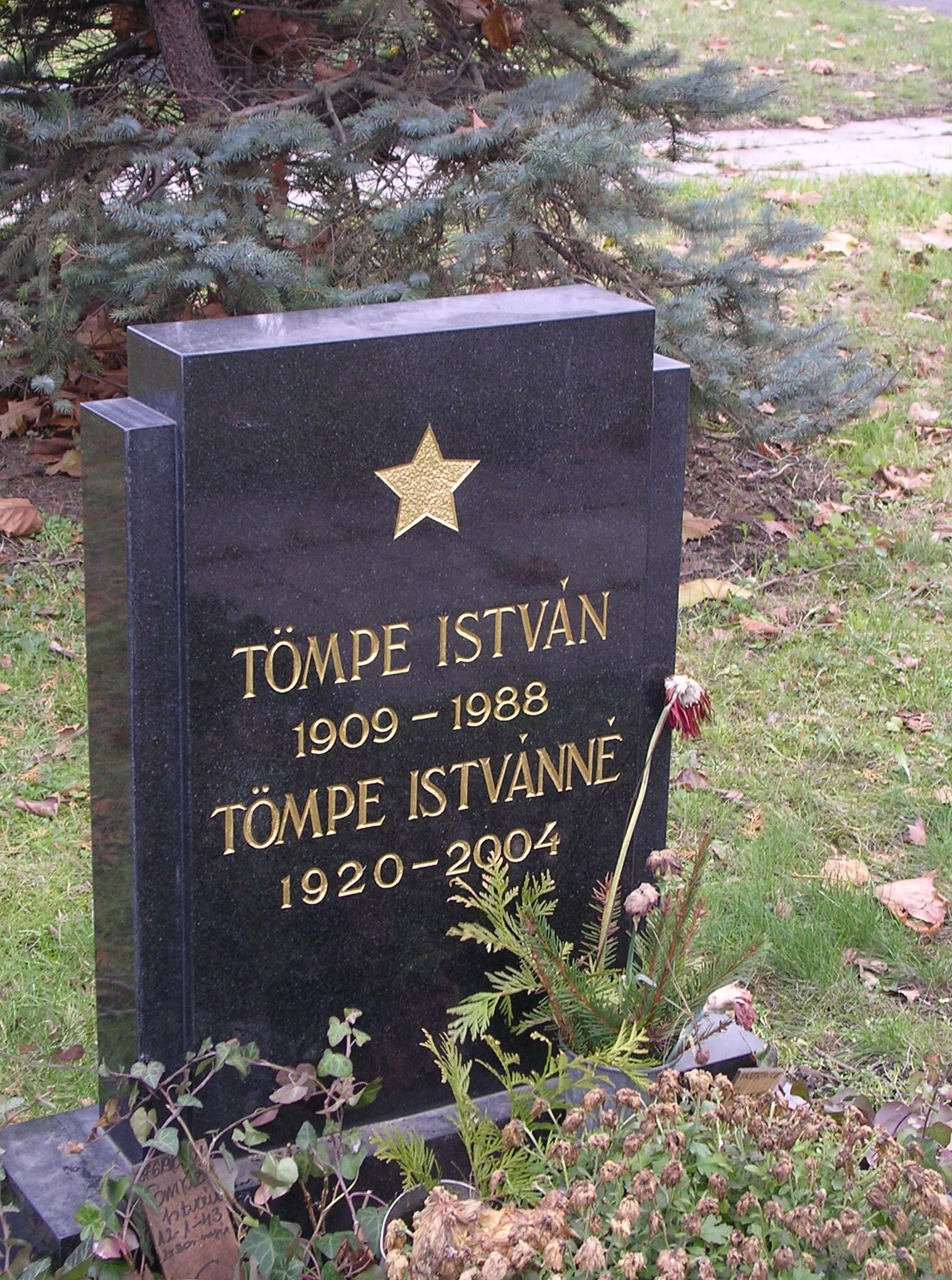
Sírja a Fiumei úti sírkertben (12-1-43)

## Élete
Tömpe Benő (1878–1959) postai tisztviselő és Sugár Jolán (1884–1952) gyermekeként született, három fiuk közül elsőszülöttként. Középiskolai tanulmányai végeztével a fővárosi Knézich utcai kereskedelmi iskolában tett érettségi vizsgát. 1926-tól a németországi Essenben tanult kárpitos szakmát egy ott élő rokona mellett, de segédlevelét már Budapesten vehette át. Első munkahelye Bodonyi Jenő kárpitos üzemében volt, elhelyezkedése után rövid időn belül tagja lett a Famunkások Szakszervezetének, majd a Magyarországi Szociáldemokrata Pártnak is. 1928-ban csatlakozott az illegális Kommunisták Magyarországi Pártjához is.
1929-ben Párizsba utazott, ahol a szakmájában helyezkedett el, a Thonet-gyárban dolgozott. Mivel egyúttal a Párizsi Munkás című lap szerkesztőségi munkatársa is lett, hamar nemkívánatos személlyé vált, és 1931-ben ki is utasították Franciaországból. Rövid időre Belgiumba költözött, majd hazatért; 1932-ben viszont, az illegális kommunisták sorozatos lebukásai, és a Sallai–Fürst-perben hozott súlyos ítélet miatt újból úgy döntött, hogy elhagyja az országot. A következő fél évet Madridban és La Coruñában töltötte, kárpitossegédként dolgozva, majd Franciaországba települt; 1934-ben már onnan tért haza, katonaideje letöltésére.
1936-ban, a spanyol polgárháború kitörését követően önkéntesként csatlakozott a köztársasági hadsereghez. 1939 februárjában, a köztársasági csapatok végleges veresége után Franciaországba menekült, ahol internálták. Németországon keresztül jutott vissza Magyarországra, ahol azonban korábbi politikai szerepvállalása miatt már 1942 májusában letartóztatták. Szabadlábra helyezése után illegalitásba vonult, és egy ruhaüzemben helyezkedett el, ám a német megszállás alatt újból illegális tevékenységbe kezdett: illegális kommunista nyomda működtetésében vállalt szerepet.
A háború vége után, 1945 februárjától Csepelen kapcsolódott be a kommunista propagandamunkába, majd 1945 nyarától a Dunántúlon tevékenykedett szervezőként. 1946-ban pártja jelöltjeként Somogy vármegye alispánja lett, 1948 novemberében pedig a Belügyminisztériumba került a Közigazgatási Főosztály vezetőjének.
1949 decemberben áthelyezték a Földművelésügyi Minisztériumba, ahol az elnöki főosztály irányítását kapta feladatul. 1950 októberében a minisztérium fennhatósága alá tartozó állami erdőgazdaságokért felelős szerv (Erdőközpont, 1954. november 1-jétől Országos Erdészeti Főigazgatóság) vezetője volt, e tisztségét 1956. október 31-ig töltötte be. Az 1956-os forradalom idején külföldre ment, hazatérését követően pedig szinte azonnal bekapcsolódott az új állampártként kiépülő Magyar Szocialista Munkáspárt Központi Bizottságába, melynek élete végéig tagja maradt.
1956 december elején, Münnich Ferenc belügyminisztersége idején megkapta a belügyminiszter első helyettesének a tisztét, e minőségében ő irányította a budapesti és a megyei rendőr-főkapitányságokat, a határőrséget, sőt a rendőri karhatalmi ezredet is. Nem tartották azonban eléggé kemény kezű vezetőnek, ezért már 1957 áprilisában felmerült a félreállítása. Erre végül 1958 januárjában került sor, amikor visszakerült a Földművelésügyi Minisztériumba, a miniszter első helyettesének.
1958-ban országgyűlési képviselővé választották, két cikluson keresztül, 1967-ig maradt a törvényhozás tagja. 1962-től a Magyar Rádió és Televízió elnöke lett, majd a két intézmény szétválasztása után, 1974-1983 közt az állami Rádió és Televízió Bizottság elnöke lett. Közben egy rövid időn át, 1967–1968 között Magyarország berlini nagykövetként is szolgált.
Halála után, 1988. december 20-án a Mező Imre úti Temető (ma Fiumei úti sírkert) Munkásmozgalmi Panteonja körüli díszsír-sorban helyezték nyugovóra (12-1-43).
Arcképe a Nemzeti Emlékezet Bizottsága weboldalán.

### Kutatható iratanyaga
Miniszterhelyettesi működési időszakából 0,24 iratfolyóméternyi (2 doboznyi), maradandó értékűnek minősített iratanyaga került az Országos Levéltár, mai nevén Magyar Nemzeti Levéltár Országos Levéltára őrizetébe, ahol az a XIX-K-1-ab törzsszámon kutatható.

## Családja
Apja, Tömpe Benő a postahivatali munkája mellett, szabadidejében a Postás SE labdarúgója és a futballszakosztály titkára volt, egy időben Az Est Lapok munkatársa is volt.
Szülei házasságából két öccse született, akik közül Ferenc mérnök lett – pályája csúcsán a Diósgyőri Papírgyár főmérnöke, majd a Faipari Egyesülés vezetője volt. András öccse műszaki főiskolát végzett, és szintén harcolt önkéntesként a spanyol polgárháborúban, majd 1945 után részt vett a politikai rendőrség megszervezésében; több mint egy évtizedig a szovjet hírszerzés dél-amerikai rezidenseként működött, hazatérése után pedig 1959-től előbb a polgári hírszerzést, 1962-től pedig a pártközpont adminisztratív osztályát vezette.
Azonos nevű fia, ifj. Tömpe István (1948– ) közgazdasági diplomát szerzett, 1988 és 1990 között kormányfőtanácsosként, illetve privatizációs kormánybiztosként, 1989 augusztusa és 1990 márciusa között pénzügyminiszter-helyettesként tevékenykedett; az állami vagyonügynökség első ügyvezető igazgatója volt.

## Művei
- Képviselőválasztások és a kommunisták feladatai. 1945. augusztus 31., Magyar Kommunista Párt Déldunántúli Területi Bizottság Propaganda Osztálya, Pécs, 1945.
- 1848–1948 Somogyban. Somogyvármegye és Kaposvár Nemzeti Bizottsága, Kaposvár, 1948.